# Synodus fasciapelvicus
Synodus fasciapelvicus är en fiskart som beskrevs av Randall 2009. Synodus fasciapelvicus ingår i släktet Synodus och familjen Synodontidae. Inga underarter finns listade i Catalogue of Life.